# Maestro del Anuncio a los Pastores

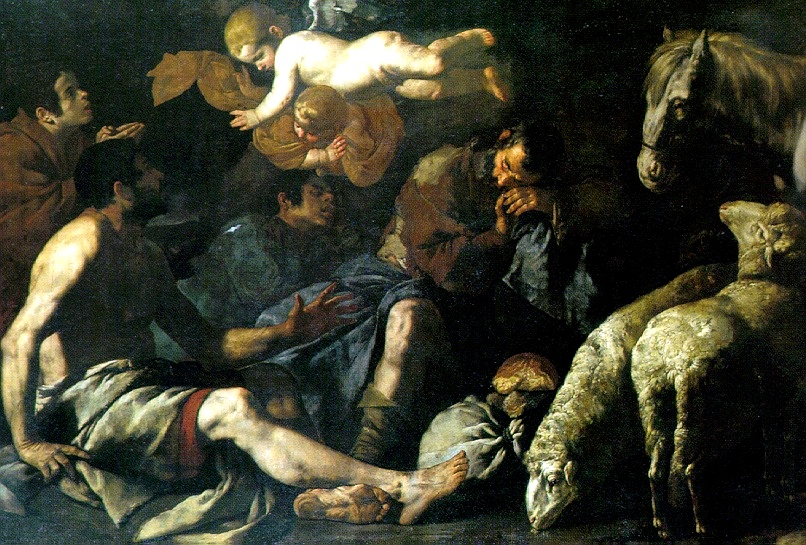
Anuncio a los Pastores, óleo sobre lienzo, 180 x 261 cm, Nápoles, Museo di Capodimonte.

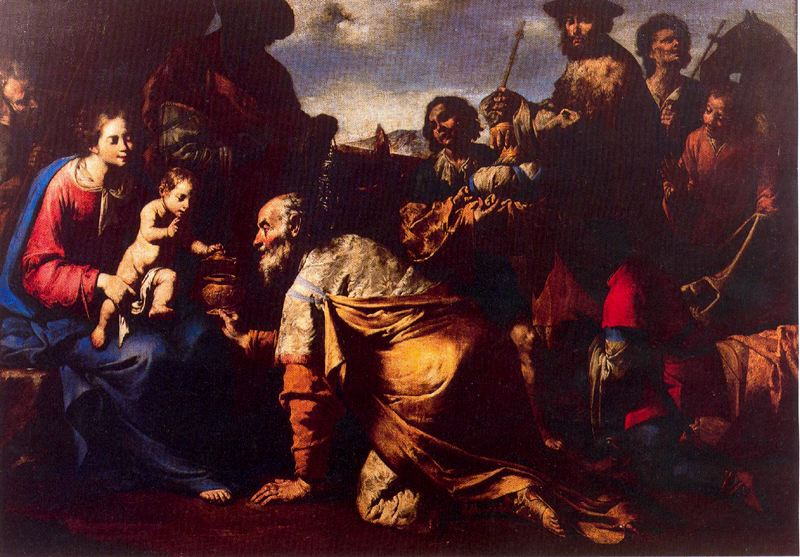
Adoración de los Reyes, óleo sobre lienzo, 120 x 170 cm, Madrid, colección privada.

Maestro del Anuncio a los Pastores o Maestro dell'Annuncio ai Pastori es como se conoce a un enigmático pintor activo en Nápoles en la primera mitad del siglo XVII y personalidad destacada dentro de la órbita del naturalismo, en estrecha relación con las primeras obras napolitanas de José de Ribera.
El nombre deriva de una serie de pinturas con el tema común del Anuncio a los pastores según el evangelio de San Lucas (2, 8-14), de las que podrían ser cabezas de serie las versiones conservadas en el Museo di Capodimonte de Nápoles y en el Birmingham Museum, esta última procedente de España y antiguamente considerada obra del primer Velázquez. En torno a ellas se ha agrupado un nutrido corpus de obras caracterizadas por el intenso tenebrismo y la complacencia naturalista en las figuras de los pastores y otras gentes humildes tratadas con intensa humanidad, como se pone de manifiesto también en el Retorno del hijo pródigo del mismo museo napolitano o en las varias versiones de la Adoración de los pastores y la Adoración de los reyes.
Se han formulado diversos intentos de identificar a la personalidad oculta bajo esa denominación, sin alcanzarse un consenso. August L. Mayer, seguido por Roberto Longhi, al analizar el lienzo de Birmingham y descartar la intervención velazqueña, advirtió una relación más estrecha con la producción de Ribera y propuso el nombre de Bartolomeo Bassante, del que Dominici decía que era discípulo del Spagnoletto y muy exacto imitador, si bien el posterior reconocimiento de su firma en dos obras conservadas, muy distantes de la pintura de Ribera, ha llevado a descartar completamente esta identificación. Más recientemente se ha propuesto por Giuseppe De Vito su identificación con el valenciano Juan Do, al que también Dominici hacía discípulo de Ribera, hipótesis que ha sido bien acogida, pero cuestionable por la escasez de obras seguras de Do con las que comparar lo atribuido al maestro anónimo.